# Pseuderanthemum longifolium
Pseuderanthemum longifolium är en akantusväxtart som först beskrevs av Berthold Carl Seemann, och fick sitt nu gällande namn av André Guillaumin. Pseuderanthemum longifolium ingår i släktet Pseuderanthemum och familjen akantusväxter. Inga underarter finns listade i Catalogue of Life.